# The Beekeeper
The Beekeeper is een Amerikaanse actiefilm uit 2024, geregisseerd door David Ayer en geschreven door Kurt Wimmer, met Jason Statham in de hoofdrol.

## Verhaal
Adam Clay is een voormalig staatsagent die vroeger werkte voor de "Beekeepers", een machtige clandestiene organisatie. Nu brengt hij zijn dagen in alle rust door als imker. Eloise Parker, een gepensioneerde lerares, die voor hem zorgt, wordt op een dag het slachtoffer van een phishing-zwendel en pleegt zelfmoord. Clay contacteert de "Beekeepers" om de verantwoordelijken te lokaliseren met de bedoeling hen te laten boeten.

## Rolverdeling
| Acteur             | Personage               |
| ------------------ | ----------------------- |
| Jason Statham      | Adam Clay               |
| Emmy Raver-Lampman | FBI-agent Verona Parker |
| Josh Hutcherson    | Derek Danforth          |
| Jeremy Irons       | Wallace Westwyld        |
| Jemma Redgrave     | President Danforth      |
| Minnie Driver      | Director Howard         |
| Phylicia Rashad    | Eloise Parker           |
| Enzo Cilenti       | Rico Anzalone           |
| Don Gilet          | Deputy Director Prigg   |
| David Witts        | Mickey Garnett          |

## Productie
In augustus 2021 werd bekendgemaakt dat Jason Statham in het nieuwe filmproject The Beekeeper van Miramax zou spelen. De filmopnames gingen van start in september 2022 in het Verenigd Koninkrijk en er werd onder andere gefilmd in Tyringham.
Metro-Goldwyn-Mayer (MGM) verwierf in augustus 2022 de distributierechten van de film in de Verenigde Staten. In februari 2023 verwierf Sky Cinema de distributierechten in het Verenigd Koninkrijk.

## Release en ontvangst
The Beekeeper ging op 12 januari 2024 in première en bracht in zijn eerste week US$ 43,8 miljoen op, waarvan US$ 22,7 miljoen in de Verenigde Staten en Canada. De film kreeg gemengde kritieken van de filmcritici, met een score van 71% op Rotten Tomatoes, gebaseerd op 144 beoordelingen.